# 3M9M3E

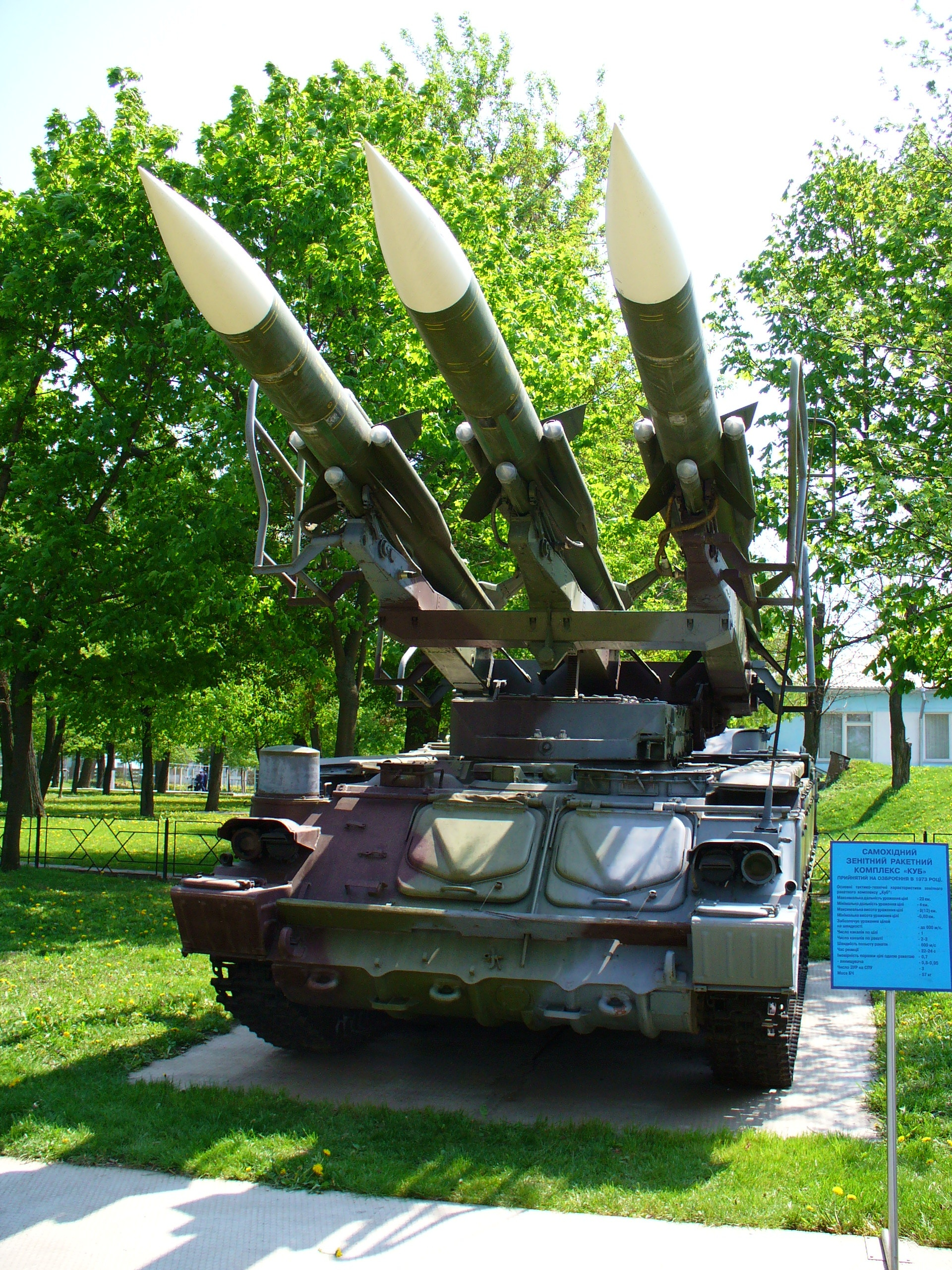
Wyrzutnia rakiet systemu Kub z załadowanymi rakietami 3M9M3E w Ukraiński Muzeum Sił Powietrznych w Winnicy

3M9M3E – rakietowy pocisk przeciwlotniczy o napędzie dwustopniowym na paliwo stałe, opracowany w ZSRR, przeznaczony do zwalczania samolotów, śmigłowców, rakiet skrzydlatych i innych celów powietrznych lecących na małych, średnich i dużych wysokościach z prędkościami poddźwiękowymi lub naddźwiękowymi na wysokości od 50 do 10–14 km i odległości od 3,5 do 24 km. Podstawową różnicą pomiędzy rakietami 3M9M3E a 3M9ME oprócz parametrów jest kolor przedniej części 3M9ME – szary, 3M9M3E – biały.

## Elementy pocisku
- Radiolokacyjna głowica samonaprowadzająca
- Silnik startowy (używany w początkowej fazie wystrzelenia pocisku)
- Silnik marszowy (główny)

## Parametry
- Długość: 5841 mm
- Rozpiętość skrzydeł: 932 mm
- Rozpiętość stateczników: 1214 mm
- Średnica z uwzględnieniem chwytaków powietrza: 561 mm
- Średnica kadłuba: 336 mm
- Średnica kadłuba w miejscu silnika startowego: 336 mm
- Masa startowa: 635 kg
- Zasięg 24 km
- Pułap: 10–14 km
- Bliższa strefa ognia: 3,5 km
- Dalsza strefa ognia: 24 km
- Dolna strefa ognia: 50 m
- Górna strefa ognia: 10–14 km
- Prędkość lotu: 580–730 m/s